# 黃捷罷免案
台灣無黨籍政治人物黃捷，在高雄市議員任內被該選區選民劉辰芳依《公職人員選舉罷免法》程序提起罷免案，俗稱罷捷案、清捷案。投票於2021年2月6日舉行，總投票人數為12萬1,110人。最終結果為同意票數5萬5,261票，不同意票數6萬5,391票，無效票數為458票，投票率為41.54%。由於不同意票數大於同意票數，因此罷免失敗，黃捷續任高雄市議員，且不得再於剩餘任期内對其罷免。此次罷免案是台灣自2016年修改《公職人員選舉罷免法》以來，除村里長之外，首次出現不同意票數多於同意票數。

## 背景
为对抗自2019年发起的、旨在罢免高雄市市長韓國瑜的公民割草行動，韓國瑜支持者也從2020年1月25日開始，發起了罷免時代力量高雄市議員黃捷的連署。1月30日，罷免黃捷的連署號稱通過第1階段。但網路名人四叉貓稱自己已致電詢問中選會，沒有任何黃捷罷免案記錄，質疑是否沒人提交罷免連署。
時代力量高雄市議員黃捷在2月3日在其臉書專頁中指出有人寄包含五張九金（金紙的一種，北臺灣稱為刈金，主要是燒給神明或過世三年以上的死者）的恐嚇信，內容包括對她支持罷韓的不滿。黃捷回應指會保留證據提吿，並評論這只會使罷韓行動更團結堅定，她本人稱會被繼續努力完成職責。
韩国瑜于2020年6月6日被罢免当晚，高雄市議長許崑源在住處墜樓身亡，黃捷也到靈堂弔唁，離開現場時情緒激動掩面大哭，引發外界關注。進入靈堂後，就遭到部分民眾及少數議員、官員開口嗆聲，法制局長吳秋麗更怒嗆黃捷「只覺得她到殯儀館畫著大紅口紅，且不戴口罩。」吳秋麗跟對方說：「你可以不用進來」，因為她覺得這樣是對死者不敬，引發爭議，儘管吳秋麗自己也畫著大紅口紅進行弔唁。

## 罷免案日程
| 日期             | 事項                   |
| ---------------- | ---------------------- |
| 2020年12月18日   | 罷免案成立             |
| 2020年12月31日前 | 被罷免人提出答辯書     |
| 2021年1月5日前   | 發布罷免公告           |
| 2021年1月17日    | 投票人名冊編造完成     |
| 2021年1月30日    | 公辦電視罷免說明會     |
| 2021年2月2日前   | 公告罷免投票人人數     |
| 2021年2月6日     | 投票、開票             |
| 2021年2月9日前   | 審定、公告罷免投票結果 |

## 投票制度
投票前一日年滿20歲，設籍高雄市第九選舉區連續4個月以上者為選舉人，可參與投票。對於具投票權者，投票日為國定假日，依照《公職人員選舉罷免法》第九十條第一項，罷免投票的通過門檻必須同時符合以下兩條件：
1. 有效同意票數多於不同意票。
2. 同意票數達原選舉區選舉人總數四分之一以上。

## 罷免理由與答辯及涉及議題
中央選舉委員會於1月5日發布罷免公告，公佈罷免理由書及答辯書。

## 電視說明會
高雄市选举委员会于2021年1月26日宣布，于1月30日上午9时至10时举办黄捷罢免案电视说明会。

## 連署結果
|                          | 個數       | ％         | 占選舉人數％ |
| ------------------------ | ---------- | ---------- | ------------ |
| 選舉人數                 | 287,829    | 100.00     | 100.00       |
| 第一階段罷免提案門檻人數 | 2,879      | 1.00       | 1.00         |
| 合格數                   | 2,706      | 90.08      | 0.94         |
| 不合格數                 | 298        | 9.92       | 0.10         |
| 提案人數                 | 3,004      | 100.00     | 1.04         |
| 相差                     | 173        |            |              |
| 補提名合格數             | 368        | 0.13       | 0.13         |
| 補提名不合格數           | 29         | 0.01       | 0.01         |
| 補提名數                 | 397        | 0.14       | 0.14         |
| 總合格數                 | 3,074      | 1.08       | 1.08         |
| 總提案人數               | 3,401      | 1.18       | 1.18         |
| 第二階段罷免連署門檻人數 | 28,783     | 10.00      | 10.00        |
| 合格數                   | 30,498     | 73.17      | 10.59        |
| 不合格數                 | 11,185     | 26.83      | 3.89         |
| 總連署人數               | 41,683     | 100.00     | 14.48        |
| 結果                     | 罷免案成立 | 罷免案成立 | 罷免案成立   |

## 民意調查
| 日期                   | 機構   | 樣本數 | 參與投票% | 參與投票且投同意票% | 贊成罷免% | 反對罷免% | 其他% |
| ---------------------- | ------ | ------ | --------- | ------------------- | --------- | --------- | ----- |
| 2021-01-20－2021-01-21 | 國民黨 | 1075   | 28.9      | 12.1                | 23.5      | 45.4      | 31.1  |
| 2021-01-18－2021-01-19 | 民進黨 | 1026   | 40.8      | 不適用              | 29.2      | 55        | 15.8  |
| 2020-06-08－2020-06-10 | TVBS   | 866    | 32        | 15                  | 48        | 45        | 6     |

## 罷免預估
TVBS民調中心於2020年6月8日至10日，針對設籍高雄市鳳山區的居民訪問，有效樣本數為866人。其中同意罷免的比例約占全體鳳山選民的15%，估計約可投出4萬4千至4萬5千張同意罷免票。
2021年1月24日，上報稱國民黨在1月22日估票民調中，投同意罷免票者有4萬多票，投不同意罷免票者比同意罷免票多1萬多票。1月26日，自由時報稱民調中表態一定會投罷免同意票的約三萬五千人、表態一定會去投不同意票的約四萬四千人。

## 投票前反應

### 中華民國
除中國國民黨及部分黨員支持罷免的台灣民眾黨之外，大致皆支持黃捷留任。

#### 民主進步黨
民主進步黨支持黃捷議員留任，並批評罷捷案是情緒性罷免，欠缺正當性。
在12月21日，民主進步黨高雄市黨部主委趙天麟表示會聲援黃捷，因為她是一個表現很傑出的議員，不能因為她有精采的質詢，翻了白眼重挫韓國瑜民調，導致她要面對報復性罷免，他批評罷免理由沒有正當性。

#### 中國國民黨
中國國民黨支持罷免黃捷議員，又質疑黃捷愧對鳳山人。
黨主席江啟臣批評，民進黨鋪天蓋地讓黃捷罷免案成為資源不對等、「小蝦米對大鯨魚」戰況。江啟臣說，國民黨對罷免案的一貫態度是尊重人民意志，民進黨則是沒有對王浩宇罷免案表態、卻下令總動員力挺黃捷；罷免權的行使不應對任何人扣上「報復」的帽子，罷韓團體聲援黃捷的言論證明他們自己才是「報復性罷免」的始作俑者。
黨秘書長李乾龍質疑，黃捷於高雄市議會表決含萊克多巴胺豬肉議題時「落跑」，不表態就是支持進口不健康豬肉、危害食品安全。
中國國民黨籍高雄市議會議長曾麗燕呼籲鳳山人行使公民權，罷免不關心食安、違背民意的不適任議員。
2月5日，中國國民黨立法院黨團呼籲鳳山人翌日投票，「掃除鳳山鄰里、社區政治垃圾」。

#### 時代力量
時代力量支持黃捷議員留任，並對有心人士利用罷韓結果挑起衝突感到遺憾。
時代力量發言人白卿芬表示，黃捷是一位很優秀的議員，不過因為罷免案是地方公民活動，時代力量將尊重地方民眾的意願，黨中央不會表態。
時代力量高雄市黨部主委林凱則表示，站在推動高雄進步的立場，黃捷能夠代表一些多元價值的展現，在問政亦有一定品質，所以他身為高雄市民及議員，不會支持這次罷免行動。

#### 台灣基進
台灣基進支持黃捷議員留任，並呼籲鳳山選民投下不同意票以遏止國民黨的報復性罷免風潮。
台灣基進新聞部主任張博洋指出，這次的罷免行動形同一種針對小黨的政治追殺，從無黨籍的黃捷到台灣基進黨的陳柏惟，國民黨所為就是在打壓多元價值的存在，與當初罷韓根本無法相提並論。他表示黃捷是通過公督盟評鑑三會期問政優質議員，平常認真問政，所以這次的反罷免投票不只是杜絕韓粉的霸凌，更是在告訴下一代，罷免制度不該用來制裁專心問政的議員。
台灣基進組織部主任李雨蓁則批評國民黨這次的罷免行動可看見許多仇恨性與歧視言論，這是任何的選舉與罷免行動都不該出現的，她呼籲鳳山市民應該站出來守護一個認真市政的議員，共同保護民主制度，而不讓罷免淪為政黨操弄對立、挑起仇恨的工具。
在2月4日，台灣基進台中市立委陳柏惟陪同黃捷車隊掃街宣傳，他呼籲鳳山人不管同意與否都要站出來投票。

#### 社社會民主黨
社會民主黨支持黃捷議員留任。
社民黨臺北市議員苗博雅直言她曾看過很多老議員根本不認真質詢問政，讓很多青年不滿，質疑為何不履行議員職務，還能高票連任，而黃捷如今卻因為質詢韓國瑜太過認真，而遭到罷捷團體鎖定。

#### 台灣綠黨
綠黨支持黃捷議員留任，批評罷捷團體提出的理由荒謬，並質疑這場罷免行動的真正目的，又直言多席次與單一席次的選舉用同一套罷免制度會令相對少數選民的意見遭到罷凌，將扼殺政策多元思考空間。

#### 歡樂無法黨
歡樂無法黨支持黃捷議員留任。
2020年6月12日，歡樂無法黨歡樂總書記、台北市議員邱威傑（呱吉）表示罷免是憲法賦予人民的權利，他認為罷免成功的關鍵因素在於「相信就算是一顆石頭來擔任這個人的職務，都會比他現在的狀況更好」，但他表示絕大多數的人都沒把握繼任者會更加優秀，因此要成功發動罷免絕非容易之事。
2021年1月17日，邱威傑認為黃捷被罷免成功的機率很低。

#### 其他
2021年1月22日，高雄市公民監督公僕聯盟到高雄市議會前，以監督高雄市議會兩年來的資料強調黃捷是問政認真的議員，呼籲選民要用「不同意」票否決這項罷免案。鳳山清捷隊和支持者稱蔡英文一發聲高督盟就出來挺捷，高督盟稱，本次行動與民進黨無關。
2月2日，前促进转型正义委员会研究員吳佩蓉對罷免團體稱罷免理由是在高雄市議會表決萊豬零檢出時落跑，認為應該要一致地對3名未出席表決的國民黨議員也發起罷免。
2月4日，國立東華大學教授施正鋒質疑，獨派團體發表聲明稱罷免制度有漏洞時不檢討誰調降罷免門檻，反而宣稱罷免會壓縮獨派小黨的空間；民進黨以港版國安法反對黃捷罷免案，說法太牽強。2月6日，施正鋒再批評，獨派團體發表聲明稱罷免制度有漏洞時，「為何不早一點出來講」。

### 海外
外媒為此罷免作報導及訪問不同人士，他們認為此罷免背後有政黨對立成份、罷免結果對未來台灣地方政壇及兩黨政治有影響。香港眾志前主席羅冠聰認為黃捷因聲援香港而被罷免是「會不會太離譜了？」，而港版國安法是不合理的，故為此罷免的是不支持民主；另外，他呼籲台灣人支持黃捷。

## 投票結果
|          |            | 個數    | ％     | 選舉人數％ |
| 選舉人數 | 選舉人數   | 291,566 | 100.00 | 100.00     |
| 門檻票數 | 門檻票數   | 72,892  | 25.00  | 25.00      |
|          | 同意票數   | 55,261  | 45.80  | 18.95      |
|          | 不同意票數 | 65,391  | 54.20  | 22.43      |
| 有效票數 | 有效票數   | 120,652 | 99.62  | 41.38      |
| 無效票數 | 無效票數   | 458     | 0.38   | 0.16       |
| 總投票數 | 總投票數   | 121,110 | 100.00 | 41.54      |
| 結果     | 結果       | 不通過  | 不通過 | 不通過     |

## 後續反應

### 中華民國
各方皆對罷免結果表示接受於尊重。惟中國國民黨及台灣民眾黨另行批評民主進步黨之動員行為。

#### 黃捷
黃捷在投票當天傍晚6時連同民進黨議員會見記者，表示感謝鳳山鄉親、蔡英文總統、陳其邁市長、台灣基進黨以及民進黨幫助她的議員，並承諾會更加努力，不令鳳山區民失望。她亦認為鳳山區民寫下台灣民主歷史，選票格外有意義。會見記者期間，黃捷一度哽咽落淚，並多次鞠躬。

#### 民主進步黨
罷免案確定不通過之後，民主進步黨發言人顏若芳表示：「罷免投票通常都是支持罷免的單方面動員。但從今天罷免投票結果來看，反對罷免的票數竟然遠勝於支持罷免方達到約一萬票，顯示台灣人民對於國民黨發動這種不具正當性的報復式罷免極為反感，亦證明中國國民黨的政治操作反而激發出選民用投票反制。民進黨嚴肅呼籲，人民已經再一次發出警鐘、不認同延續負面仇恨的政治動員，中國國民黨應該即刻對於接下來一連串報復罷免展現清楚態度。不論任何黨派的代議士的問政都不應成為政黨操作、利用支持者進行政治報復的對象，中國國民黨因為罷韓而掀起的報復性罷免更無法獲得台灣人民的認同。」
2月9日，立委王定宇稱國民黨不罷免疑涉貪的台北市議員潘懷宗而罷免黃捷、是利用民主發動的政治鬥爭。

#### 中國國民黨
2月6日，中國國民黨立法院黨團表示，尊重鳳山鄉親的決定及選擇；同时批評民進黨全黨力挺黃捷，以保住自己的權位，避免提前政治跛腳及骨牌效應。國民黨立法院黨團表示：民進黨全黨力挺一個無黨籍的市議員黃捷而對民進黨籍的王浩宇不聞不問，是無比的矛盾與荒謬，更是何其殘忍及無情。
2月6日，中國國民黨高雄市議員黃紹庭透露，據他了解，民進黨在黃捷罷免案中訂出目標，要讓不同意票高於同意票，而且要讓不同意票突破投票人數25％；最後不同意票只有65391票，顯示社會無法接受蔡英文政府開放萊豬，民進黨可說是「贏了面子，輸了裡子」。
2月8日，中國國民黨主席江啟臣說，民進黨完全執政以後忘記初衷，不但刻意操作將罷免案轉化成政黨對決，更將民進黨前輩爭取的公投權鎖進鐵籠，限制直接民權的展現。

#### 時代力量
罷免案確定不通過之後，時代力量發言人白卿芬表示，時代力量充分尊重鳳山市民所做出的抉擇，近來的幾次罷免包括高雄市長韓國瑜、桃園市議員王浩宇與這次黃捷，都充分體現出了民意會對政治人物就任後表現有所評斷，做不好會下台，反之也會得到應有的肯定，值得所有政治人物警惕。

#### 台灣基進
罷免案確定不通過之後，台灣基進表示這場罷免案的結果，不是任何政黨的成功，而是台灣公民社會的表態。
台灣基進認為，罷免黃捷的種種理由幾乎與國民黨、新黨甚至中國共產黨的論述一致，「中國口徑」的說法遭民眾否決，顯示「新黨化」的國民黨並無市場可言，但他們仍會繼續擾亂台灣的民主秩序，「他們放的火，需要每一位台灣人民及時予以撲滅」。
台灣基進又指，2018年國民黨曾在九合一選舉中大獲全勝，如今在韓國瑜支持者及國民黨所發動的罷免案中民意卻完全翻轉，顯示這種極化的政治操作如今無法被接受；又指國民黨有許多高雄市議員表現差強人意，在其他縣市更有許多貪汙、親中或是犯罪遭到起訴的民意代表，質疑這些民意代表不被罷免，卻是被高督盟連續三個會期被肯定問政優秀的議員被罷免，市民自然無法接受。
台灣基進籍臺中市立法委員陳柏惟則表示，結果代表民意翻轉，這種鬥爭不被人民接受；又強調未來若要提出罷免案，必須要有正當性，不只是程序，不只是隨便找一個理由，「如果共產黨要拿國民黨這把手槍打出罷免的子彈，自己會站在第一線替台灣人承擔」。

#### 綠黨
罷免案確定不通過之後，綠黨表示恭喜鳳山居民守住一席認真的議員，也期許報復性罷免的歪風能夠到此為止，罷免是人民重要的參政權利之一，也是監督民選官員的利器，但不該作為宣洩不滿情緒的工具，對於一個政治人物是否應該被罷免，人民應該用更加嚴謹的標準去審視，才是成熟民主政治應有的發展。

#### 台灣民眾黨
罷免案確定不通過之後，台灣民眾黨發表聲明，質疑此次投票，民進黨傾盡全黨之力介入地方議員罷免案，上至總統下至地方市長、民代皆有所動員，令人相當遺憾，更充分展現出民進黨「選舉內行、執政外行」的政黨素質。。
民眾黨又表示，本次罷免案結果，顯見出鳳山人支持黃捷持續留任、為民服務；民眾黨期盼黃捷，應秉持無黨無派「民意優先」的特質，持續謙卑傾聽民意，而非「以黨為念」、在執政黨的扶持下成為「黨意民代」。

#### 其他
2月6日晚間，無黨籍台北市議員林穎孟在粉專發文恭喜黃捷，也呼籲國民黨適可而止，不要再用罷免來惡意癱瘓台灣。林穎孟認為，這次的投票不只是對黃捷個人，更是擋下了國民黨報復性罷免和惡意操弄公投，證明民主不是那麼脆弱。她亦特別點名，國民黨台北市議員兼革命實踐研究院院長羅智強全國到處散播偏見和謊言。她又表示，這次罷免案的同意罷免票數不但沒有過罷免門檻，而且不同意罷免票數更高於同意罷免票數，證明了罷捷對女性的性別言語羞辱必敗，還女性政治工作者一個公道。
2月7日，國立中山大學教授廖達琪表示，縣市議員是用複數選區規格當選，卻還是用單一選區規格罷免，這是制度設計的問題；而且罷免案註定變成國民黨與民進黨在動員，「將來黃捷想不加入民進黨也很困難，畢竟收了人家這麼大的禮」，小黨註定被大黨裂解與收編，「這對台灣民主並不健康」。2月9日，台灣國際戰略學會副研究員蔣德綱表示，「黃捷未來感恩戴德，問政勢必親綠，甚至不得不考慮加入民進黨」，以後無黨籍與第三勢力是否還有問政自主空間，是黃捷罷免案的深層問題。
2月7日，國立東華大學教授施正鋒稱，蔡英文為不做跛腳總統，「她必須有嫡系的人，不管是在外面或準備要進來（入黨）的」，黃捷是其中的代表人物；蔡英文下令民進黨全黨力挺黃捷，某種程度上是要壓制新潮流系在高雄的氣焰。他認為，其實不同意罷免票也沒開得很漂亮，這顯示大家沒有讓不同意罷免票票數衝太高，但票數衝太低又會很難交代，所以是一個高難度的動員。他也在臉書發文稱：「學者說『罷免妨礙言論自由』，那是違背學術良心；專家說『罷免只適用於首長』，那是井底之蛙；政客說『罷免剝奪小黨發言』，那是黃鼠狼拜年。」2月9日，施正鋒在臉書發文反駁民進黨說詞，批民進黨雙重標準，「你罷免是自衛，人家罷免是報復？鬼扯什麼！」他呼籲民進黨，如果真的有心，應該將中央及地方民代選制調為一致。

### 海外
2月6日，美国加州大学政治学者南乐（Lev Nachman）接受德国之声訪問時认为，這次罷免反映为罢免公投制订的法规门槛过低，导致地方公职人员会因为其他县市的投票结果而遭到惩罚。

## 後續影響及效應
罷免不通過後，部分中國國民黨籍議員、里長計畫展開罷免，針對民主進步黨籍台北市立法委員吳思瑤、台灣基進籍臺中市立法委員陳柏惟等被點名並啟動罷免連署。